# 内在
内在（英語：immanence）是神學和形上學中的概念，指神在物质世界中的存在。这一概念通常应用于一神論、泛自然神論、泛神论或萬有在神論信仰。与之相对的是超越，在超越论中，神被认为存在于物质世界之外。